# Ангула, Нахас
Нахас Гидеон Ангула (англ. Nahas Gideon Angula; род. 22 августа 1943) — намибийский политик, премьер-министр Намибии с 21 марта 2005 по 4 декабря 2012 года, министр обороны Намибии с 4 декабря 2012 по 21 марта 2015 года.

## Биография
Нахас Ангула родился 22 августа 1943 года в провинции Оньянья, (Юго-Западная Африка). В 1965—1989 годах находился в изгнании, где в 1973—1976 годах работал на Радио Замбии, в 1976—1980 годах в ООН, а в 1980 году стал одним из организаторов СВАПО. В ноябре 1989 — марте 1990 года был депутатом Конституционной ассамблеи. С 1990 года он стал депутатом Национальной ассамблеи получившей независимость Намибии и был министром образования, спорта и культуры в 1990—1995 годах и министром высшего образования в 1995—2005 годах. В мае 2004 года на выборах кандидата в президенты от СВАПО Ангула занял третье место и поддержал во втором туре Хификепунье Похамбу, который после победы как на этих, так и на всеобщих президентских выборах назначил Ангулу новым премьер-министром.
В начале декабря 2012 года в Намибии произошла смена главы правительства. На пост премьер-министра был возвращён первый (после получения независимости) премьер Хаге Гейнгоб. В этом правительстве Нахас Ангула стал министром обороны.